# Amparito Jiménez
Amparito Jiménez (Medellín, 29 de octubre de 1947) es una cantante colombiana-chilena apodada como «Reina de la cumbia» al popularizar la cumbia en los años sesenta y setenta en ese país.

## Biografía
Nacida en Medellín, Jiménez inició su carrera artística en 1954 en el programa radial «Hoy debuta usted», emitido por la desaparecida señal «Voz de Antoquía». En su país natal, fue ganadora de concursos musicales bajo el apodo de Miss Chiquichá y en 1959 ya contaba con un contrato teleivisivo.
Su éxito la llevó a grabar su primer sencillo para el sello Sonolux, un precesor de su primer LP, Los 12 hits de Amparito, junto a la Italian Jazz y la orquesta de Juancho Vargas.
En 1964, llegó a Chile siguiendo al jinete Óscar Manríquez, con quien más tarde tuvo una hija. Su éxito la llevó a grabar el LP «Fiesta de cumbiamba» para el sello Odeón, junto a la orquesta de Valentín Trujillo. 
Como pionera de la cumbia colombiana en Chile, participó en programas televisivos como «Sábados Gigantes», «La gran canción», «El gran baile» y «El festival de la una», cantando y presentándose con la vestimenta tradicional y enseñando al público a bailar la cumbia.
Entre sus interpretaciones, popularizó «La pollera colorá», compuesta originalmente por Juan Madera Castro en 1960, «Fiesta de cumbiamba» y «El castillo en el aire», ambas escritas por Jiménez y esta última grabada con la Sonora Palacios.
En 2020, grabó junto a Pascuala Ilabaca la canción «Mi truquito» para el proyecto Trópico Sur, nominado a los Premios Pulsar de ese año. Al año siguiente, grabó junto a Ana Tijoux y la Mapocho Orquesta un cover de «Vivo contigo», una nueva versión de la canción popularizada por la propia Jiménez.
Su rol en la difusión de la cumbia colombiana en Chile la ha llevado a ser conocida como «Reina de la cumbia» y “la primera voz colombiana de cumbia en el país” por el musicólogo Juan Pablo González.

## Discografía

### Álbumes de estudio
- Fiesta de cumbiamba (1964)
- La diosa de la cumbia (1976)
- Muchacha traviesa (1992)
- Cumbias guapachosas (2004)